# Macroscepis diademata
Macroscepis diademata är en oleanderväxtart som först beskrevs av J.B. Ker, och fick sitt nu gällande namn av W.D. Stevens. Macroscepis diademata ingår i släktet Macroscepis och familjen oleanderväxter. Inga underarter finns listade i Catalogue of Life.